# Organització Juvenil Socialista
L'Organització Juvenil Socialista (OJS) és una organització juvenil comunista que forma part de l'autodenominat Moviment Socialista.

## Història

### Fundació d'Horitzó Socialista
A mitjans de 2022 es va produir una escissió al si d'Arran, organització juvenil independentista, per part de diverses assemblees que consideraven que hi havia una manca de debat i democràcia interna, assenyalant les limitacions estratègiques i de projecte de l'Esquerra Independentista. Així, es reagruparen entorn d'Horitzó Socialista, mitjà de difusió i reflexió de caràcter nítidament comunista influenciat pel Moviment Socialista.

### Fundació de l'Organització Juvenil Socialista
Un any més tard es formava l'OJS amb motiu de les trobades de joves organitzades pel Moviment Socialista sota el nom de Gènesi i impulsades per Horitzó Socialista. La primera aparició pública com a organització va ser el setembre de 2023 a la ciutat de València. En l'acte de presentació van referir-se a l'esgotament de l'anterior cicle polític, i es van definir com «l'eina per fer aquest salt qualitatiu i poder respondre a les condicions actuals de la joventut proletària». El seu objectiu era esdevenir «una organització de masses que intervinga en la lluita de classes, combatent i donant resposta a la misèria a la qual hui ens veiem condemnades».

### Fundació del Sindicat d'Habitatge Socialista de Catalunya
Seguint l'exemple basc, el Moviment Socialista impulsava al 2024 la creació del Sindicat d’Habitatge Socialista de Catalunya (SHSC), conformat en el moment de la fundació per set sindicats.

## Escarnis a Sílvia Orriols, Pilar Rahola i Carlos Mazón
El 9 de febrer de 2024, l'OJS va dur a terme el seu primer gran escarni en un acte a Ripoll en suport a la resistència palestina i en oposició a Aliança Catalana. L'esdeveniment va reunir aproximadament 200 persones a la plaça de la Lira, on es van pronunciar discursos crítics cap a l'alcaldessa Sílvia Orriols, assenyalant la seva postura xenòfoba i el seu suport al sionisme. Durant l'acte, Sílvia Orriols va ser present i va ser confrontada pels assistents, que la van instar a abandonar el lloc. Enmig de la tensió, l'alcaldessa va ser ruixada amb farina, situació que ella mateixa va denunciar a les seves xarxes socials, qualificant l'esdeveniment com un "acte pro-Hamàs i anti-Orriols" celebrat il·legalment a Ripoll.
Després d'aquest incident, els participants es van manifestar pels carrers de Ripoll en senyal d'oposició al govern municipal, corejant consignes com "La classe obrera contra Orriols" i "Aliança és Vox, però a la catalana". La protesta va culminar a l'Ajuntament, on es va desplegar una pancarta amb el missatge: "Contra l’ascens del feixisme, responguem com a classe".
El 8 d'octubre de 2024, durant una conferència de la Fundació Martí l'Humà a La Garriga, la periodista Pilar Rahola va ser atacada amb pintura vermella per un grup de membres de l'OJS, que buscaven denunciar la seva "complicitat" amb el "genocidi" a Palestina i l'acusaven de tenir "les mans tacades de sang", instigant a "combatre l'enemic que tenim a casa".
El 17 de gener de 2025, durant la presa de possessió d'Amparo Navarro com a rectora de la Universitat d'Alacant, el president de la Generalitat Valenciana, Carlos Mazón, va ser objecte d'una nova protesta organitzada per l'OJS. A la seva arribada al Paranimf, Mazón va ser rebut per aproximadament un centenar de persones que portaven pancartes i corejaven consignes com "Mazón, assassí" i "dimissió", en referència a la seva gestió durant la DANA que va causar més de 220 morts al País Valencià.
La tensió va augmentar quan, durant l'acte, una estudiant va prendre la paraula per expressar el seu descontentament per la presència de Mazón, qualificant-lo de "criminal" i responsabilitzant-lo de les morts ocorregudes durant les inundacions. Altres assistents es van sumar a les crítiques amb crits de "miserable" i "pocavergonya". També es van criticar les seves declaracions prèvies, en què havia comparat les ajudes rebudes per València amb les de Gaza, acusant-lo d'intentar "tapar la seva negligència i la seva mala gestió".

## Trobada de Formació Socialista a Barcelona
El 27 i 28 de març de 2025 impulsen la Trobada de Formació Socialista, una iniciativa concebuda com un espai d'anàlisi teòrica, reflexió i debat per afrontar la crisi capitalista i l'auge reaccionari. Aquestes trobades teníen com a objectiu dotar la joventut treballadora d'eines teòriques per construir una alternativa revolucionària i emancipadora.
Abans de la Trobada de Formació Socialista de 2025, l'OJS va organitzar quinze actes locals previs en diverses localitats i universitats de Catalunya. Aquests actes van abordar qüestions com la crisi d'habitatge, l'auge reaccionari a les aules, la lluita contra l'opressió de gènere en contextos universitaris, el racisme i la lluita de classes. A més, es van complementar amb activitats culturals com recitals de poesia, concerts i cinefòrums, amb la finalitat de fer del comunisme una tendència política i cultural entre la joventut treballadora.
La Trobada de Formació Socialista es va presentar com un moment catalitzador per a la formació i orientació col·lectiva, reconeixent el treball realitzat i els reptes futurs, amb l'objectiu de generar un cos militant disciplinat, crític, ambiciós i realista, capaç de construir una força social comunista de masses.
Aquesta iniciativa s'emmarca en l'estratègia de l'OJS de restablir la independència política de la classe treballadora, mitjançant la reconstrucció d'una posició pròpia respecte als problemes que afecten a la joventut treballadora.